# Vulkanasteroid

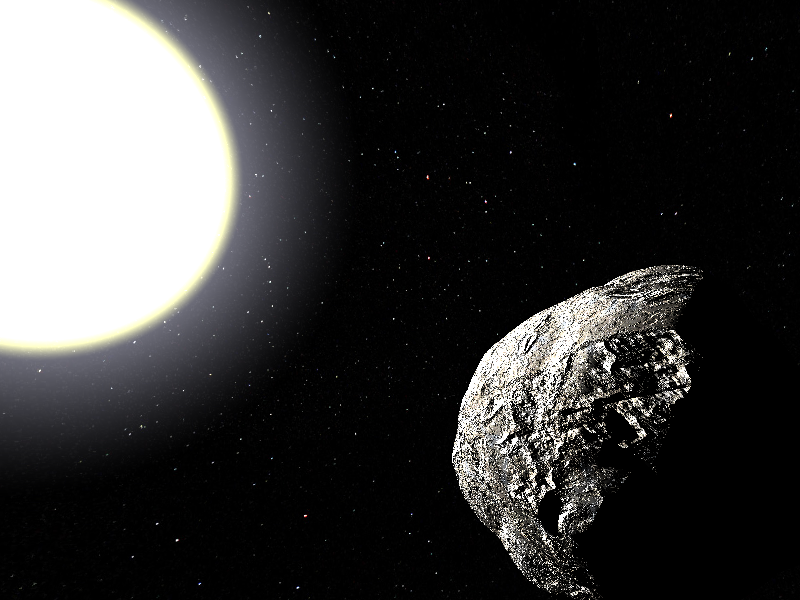
Konstnärlig föreställning om en vulkanasteroid.

Vulkanasteroider (även vulkanoider, vulkanusasteroider eller vulkanoidbältet) är hypotetiska asteroider i en bana runt Solen, innanför Merkurius. Dessa asteroider skulle enligt hypotesen  i så fall kretsa på ett avstånd på 0,08-0,21 AE från solen. Namnet kommer ifrån en planet som astronomer trodde kretsade mellan solen och Merkurius och som man letade efter när det var total solförmörkelse. Planeten som benämndes med Vulkan hittades dock aldrig. 
Inga vulkanasteroider har hittats. NASA använde senast ett F-18-plan i jakten på vulkanasteroider. Om vulkanasteroider finns har ingen av dem en större diameter än 60 kilometer och ytan lär också vara täckt med mycket kratrar.

### Fotnoter
1. 1 2  Johan Warell (1 februari 2011). ”Solens granne – på väg att bli avslöjad”. Forskning & framsteg. http://fof.se/tidning/2011/2/solens-granne-pa-vag-att-bli-avslojad. Läst 2 september 2015.